# Торянці
45°45′ пн. ш. 18°22′ сх. д. / 45.75° пн. ш. 18.36° сх. д.
Торянці (хорв. Torjanci) — населений пункт у Хорватії, в Осієцько-Баранській жупанії у складі громади Петловаць.

## Населення
Населення за даними перепису 2011 року становило 267 осіб.
Динаміка чисельності населення поселення:

## Клімат
Середня річна температура становить 11,04 °C, середня максимальна – 25,20 °C, а середня мінімальна – -5,97 °C. Середня річна кількість опадів – 633 мм.
| Клімат поселення                              | Клімат поселення | Клімат поселення | Клімат поселення | Клімат поселення | Клімат поселення | Клімат поселення | Клімат поселення | Клімат поселення | Клімат поселення | Клімат поселення | Клімат поселення | Клімат поселення | Клімат поселення |
| Показник                                      | Січ.             | Лют.             | Бер.             | Квіт.            | Трав.            | Черв.            | Лип.             | Серп.            | Вер.             | Жовт.            | Лист.            | Груд.            |                  |
| Середній максимум, °C                         | 5,74             | 7,85             | 12,47            | 17,12            | 22,40            | 25,20            | 25,19            | 24,76            | 20,49            | 15,10            | 9,13             | 5,20             |                  |
| Середня температура, °C                       | −0,11            | 2,00             | 6,60             | 11,26            | 16,53            | 19,35            | 21,36            | 20,92            | 16,66            | 11,26            | 5,30             | 1,38             |                  |
| Середній мінімум, °C                          | −5,97            | −3,87            | 0,74             | 5,40             | 10,68            | 13,48            | 17,50            | 17,06            | 12,81            | 7,41             | 1,44             | −2,48            |                  |
| Норма опадів, мм                              | 38               | 34               | 37               | 49               | 60               | 82               | 60               | 59               | 51               | 54               | 60               | 49               |                  |
| Середньомісячна швидкість вітру, м/с          | 2.40             | 2.69             | 2.90             | 2.84             | 2.50             | 2.30             | 2.27             | 2.10             | 2.10             | 2.20             | 2.31             | 2.50             |                  |
| Середньомісячна сонячна радіація, кДж/м²·день | 4182             | 6884             | 10805            | 15423            | 19436            | 21576            | 22328            | 20257            | 14866            | 9218             | 4719             | 3448             |                  |
| --------------------------------------------- | ---------------- | ---------------- | ---------------- | ---------------- | ---------------- | ---------------- | ---------------- | ---------------- | ---------------- | ---------------- | ---------------- | ---------------- | ---------------- |
| Джерело:                                      |                  |                  |                  |                  |                  |                  |                  |                  |                  |                  |                  |                  |                  |